# Mafia Lifestyle
Pour les articles homonymes, voir Lifestyle.
Albums de Boo-Yaa T.R.I.B.E.
Angry Samoans
(1998) West Koastra Nostra
(2003)
Mafia Lifestyle est le cinquième album studio de Boo-Yaa T.R.I.B.E., sorti le 31 octobre 2000.
Le son metal n'a duré que le temps d'un album pour Boo-Yaa T.R.I.B.E. puisqu'avec Mafia Lifestyle, les Samoans décident d'adopter un style définitivement rap, avec encore davantage d'influences funk.

## Liste des titres
| No  | Titre                     | Contient un (des) sample(s) de         | Durée |
| --- | ------------------------- | -------------------------------------- | ----- |
| 1.  | Intro                     |                                        | 2:30  |
| 2.  | All Mighty Boo-Ya         |                                        | 4:41  |
| 3.  | Mafia Lyfestyle           |                                        | 4:41  |
| 4.  | Pimpin', Playin', Hustlin | Yearning for Your Love de The Gap Band | 4:37  |
| 5.  | Till I Die                |                                        | 4:12  |
| 6.  | Full Time Bangin          |                                        | 5:20  |
| 7.  | Skrillafonia Plates       |                                        | 0:50  |
| 8.  | Nutty By Nature           |                                        | 3:52  |
| 9.  | Gangsta Luv               |                                        | 4:17  |
| 10. | We All Ball               |                                        | 5:08  |
| 11. | Godfather's Prayer        |                                        | 4:52  |
| 12. | Baller's Prayer           |                                        | 1:31  |
| 13. | Good Ol' Days             |                                        | 5:03  |
| 14. | Bury U, Bury Me           |                                        | 4:34  |
| 15. | Ghetto Testimonies        |                                        | 4:11  |
| 16. | Testimony of a Gangsta    |                                        | 6:16  |